# Serrières (tổng)
Tổng Serrières là một tổng của Pháp nằm ở tỉnh Ardèche trong vùng Rhône-Alpes.
Tổng này được tổ chức xung quanh Serrières ở quận Tournon-sur-Rhône. Độ cao biến thiên từ 121 m (Andance) đến 753 m (Brossainc) với độ cao trung bình là 317 m.

## Hành chính
{{Tab conseiller général|1974-2001|[[Henri Torre|RPR|Cựu chủ tịch tổng hội đồng}}
| Giai đoạn | Ủy viên       | Đảng | Tư cách            |
| --------- | ------------- | ---- | ------------------ |
| 2001-2008 | Denis Duchamp | DVG  | Thị trưởng Félines |
| 2008-2014 | Denis Duchamp | DVG  | Thị trưởng Félines |

## Các đơn vị hành chính
Tổng Serrières bao gồm 17 xã với dân số 9 783 người (điều tra năm 1999, dân số không tính trùng).
| Xã                        | Dân số | Mã bưu chính | Mã insee |
| ------------------------- | ------ | ------------ | -------- |
| Andance                   | 984    | 07340        | 07009    |
| Bogy                      | 263    | 07340        | 07036    |
| Brossainc                 | 165    | 07340        | 07044    |
| Champagne                 | 488    | 07340        | 07051    |
| Charnas                   | 511    | 07340        | 07056    |
| Colombier-le-Cardinal     | 229    | 07430        | 07067    |
| Félines                   | 1 106  | 07340        | 07089    |
| Limony                    | 606    | 07340        | 07143    |
| Peaugres                  | 1 681  | 07340        | 07172    |
| Peyraud                   | 451    | 07340        | 07174    |
| Saint-Désirat             | 707    | 07340        | 07228    |
| Saint-Étienne-de-Valoux   | 200    | 07340        | 07234    |
| Saint-Jacques-d'Atticieux | 173    | 07340        | 07243    |
| Savas                     | 694    | 07430        | 07310    |
| Serrières                 | 1 078  | 07340        | 07313    |
| Thorrenc                  | 185    | 07340        | 07321    |
| Vinzieux                  | 262    | 07340        | 07344    |

## Thông tin nhân khẩu
| 1962                                                     | 1968  | 1975  | 1982  | 1990  | 1999  |
| -------------------------------------------------------- | ----- | ----- | ----- | ----- | ----- |
| 6 783                                                    | 7 050 | 7 115 | 7 773 | 8 845 | 9 783 |
| Nombre retenu à partir de 1962 : dân số không tính trùng |       |       |       |       |       |